# Interdição aérea

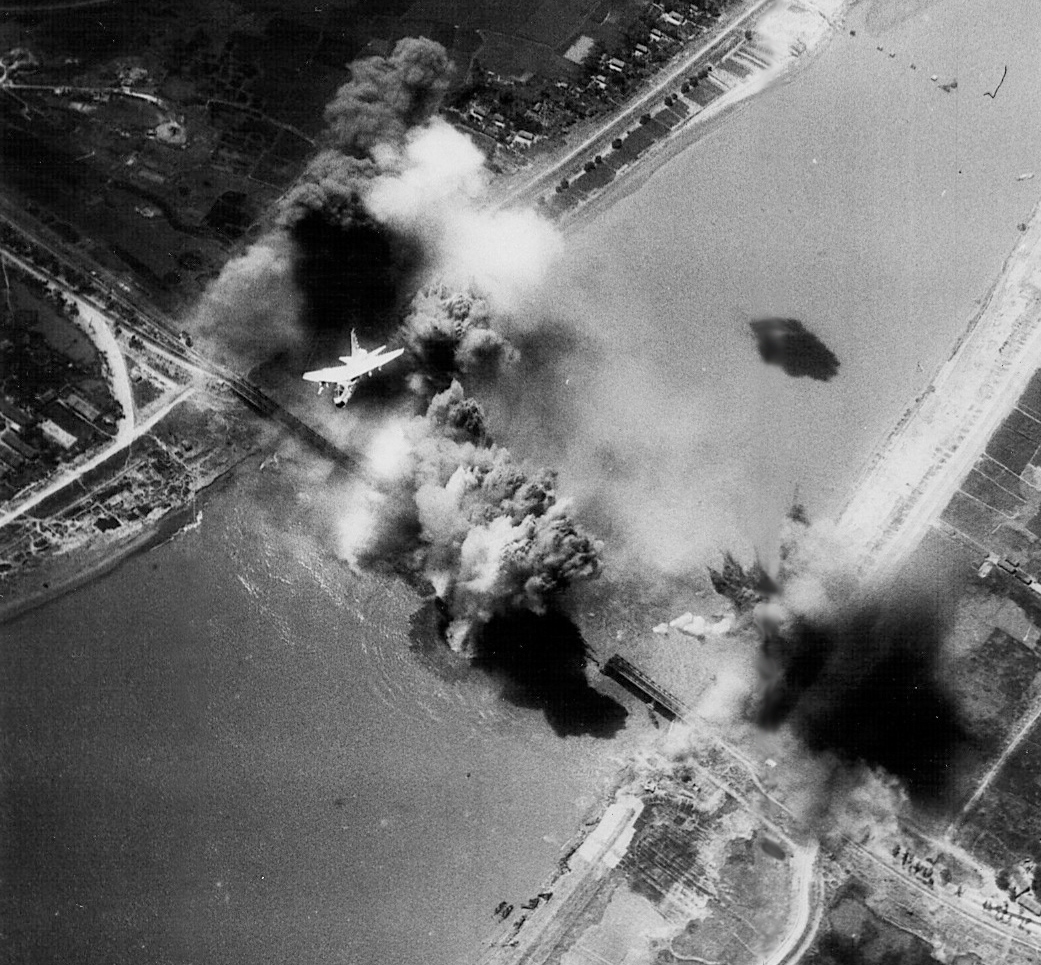
Bombardeio numa ponte no Vietnã do Norte, em 1972.

A Interdição aérea é o uso de aviões para atacar alvos táticos terrestres que não estejam em proximidade às forças terrestres amigas. Diferentemente do apoio aéreo aproximado, a interdição não apoia diretamente as operações terrestres e não é detalhadamente coordenada com as tropas amigas terrestres. E ao contrário do bombardeio estratégico, a interdição aérea não tem a pretensão de ser uma campanha aérea independente; seu objetivo primordial é permitir as operações terrestres através do ataque às linhas de suprimento e reforço inimigas, e não derrotar o inimigo através do poder aéreo isoladamente. Diferenciam-se de interceptadores pois atacam alvos em terra, e não outras aeronaves.